# Kudrjaschevia
Kudrjaschevia, biljni rod iz porodice Lamiaceae smješten u podtribus Nepetinae, dio tribusa Mentheae. Pripada mu 5 vrsta jednogodišnjeg i višegodišnjeg bilja iz Srednje Azije, od kojih su tri tadžikistanski endemi.
Rod je opisan u Bot. Mater. Gerb. Bot. Inst. Komarova Akad. Nauk S. S. S. R. 15: 275 (1953). Tipična vrsta je Kudrjaschevia allotricha Pojark., sinonim za Kudrjaschevia korshinskyi.

## Vrste
1. Kudrjaschevia grubovii Kochk.
2. Kudrjaschevia jacubii (Lipsky) Pojark.
3. Kudrjaschevia korshinskyi (Lipsky) Pojark.
4. Kudrjaschevia nadinae (Lipsky) Pojark.
5. Kudrjaschevia pojarkovae Ikonn.

## Sinonimi
Nema.